# ネオス (航空会社)
ネオス (Neos S.p.A.) は、イタリアのロンバルディア州ソンマ・ロンバルドに本社を置く航空会社である。
アルピツアーS.p.Aの子会社。国内、ヨーロッパ、大陸間の85以上の定期都市に就航している。拠点は、ミラノ・マルペンサ空港。

## 歴史

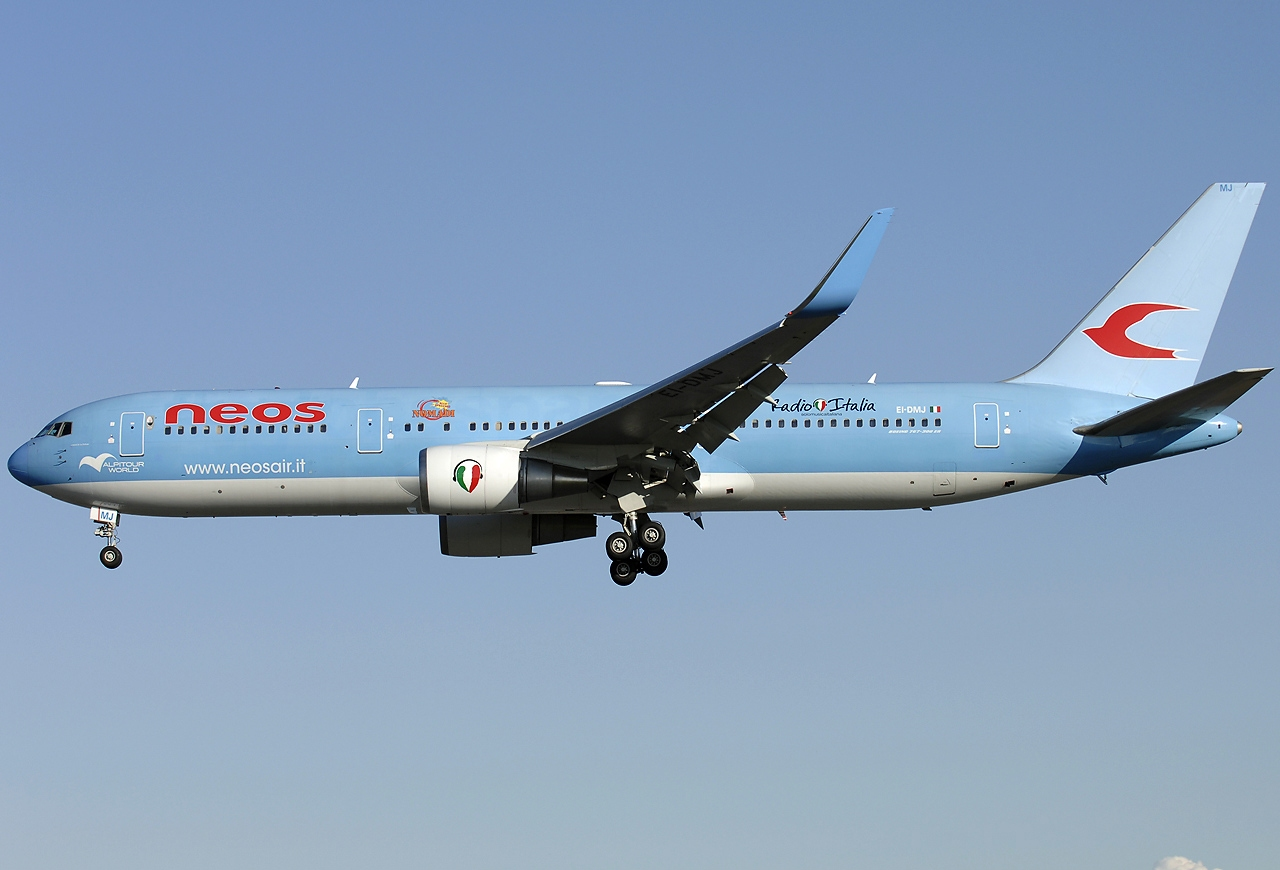
ネオスの Boeing 767-300ER

ネオスは2001年6月22日に、イタリアのアルピツアーS.p.AとドイツのTUIグループの2つの会社の合弁会社として設立され、翌2002年3月8日に運行を開始した。
ネオスは長年、コスタ・クルーズと協力して、コスタ・クルーズの船の出発港と到着港で、イタリアからドバイ、カリブ海、北ヨーロッパに乗客を輸送してきた。
2014年にはボーイング787-8を3機発注したが、これらの発注は後に4機のボーイング787-9に変更され、2020年にノルウェージャン・エア・インターナショナルから2機を取得した。また、ネオスはイタリアで最初のボーイング787のオペレーターになった。
2021年3月30日に、ネオスは最初の2機のボーイング737 MAX 8を受領し、その後翌年6月8日に更に2機を受け取った。
2002年9月からボーイング737-800とボーイング787-9のパイロットと客室乗務員向けのトレーニングプログラムを実施している。

## 就航地
ネオスは、南ヨーロッパ、アフリカ、アジア、カリブ海、ブラジル、アメリカ、メキシコなどへ就航している。

## 運行機材

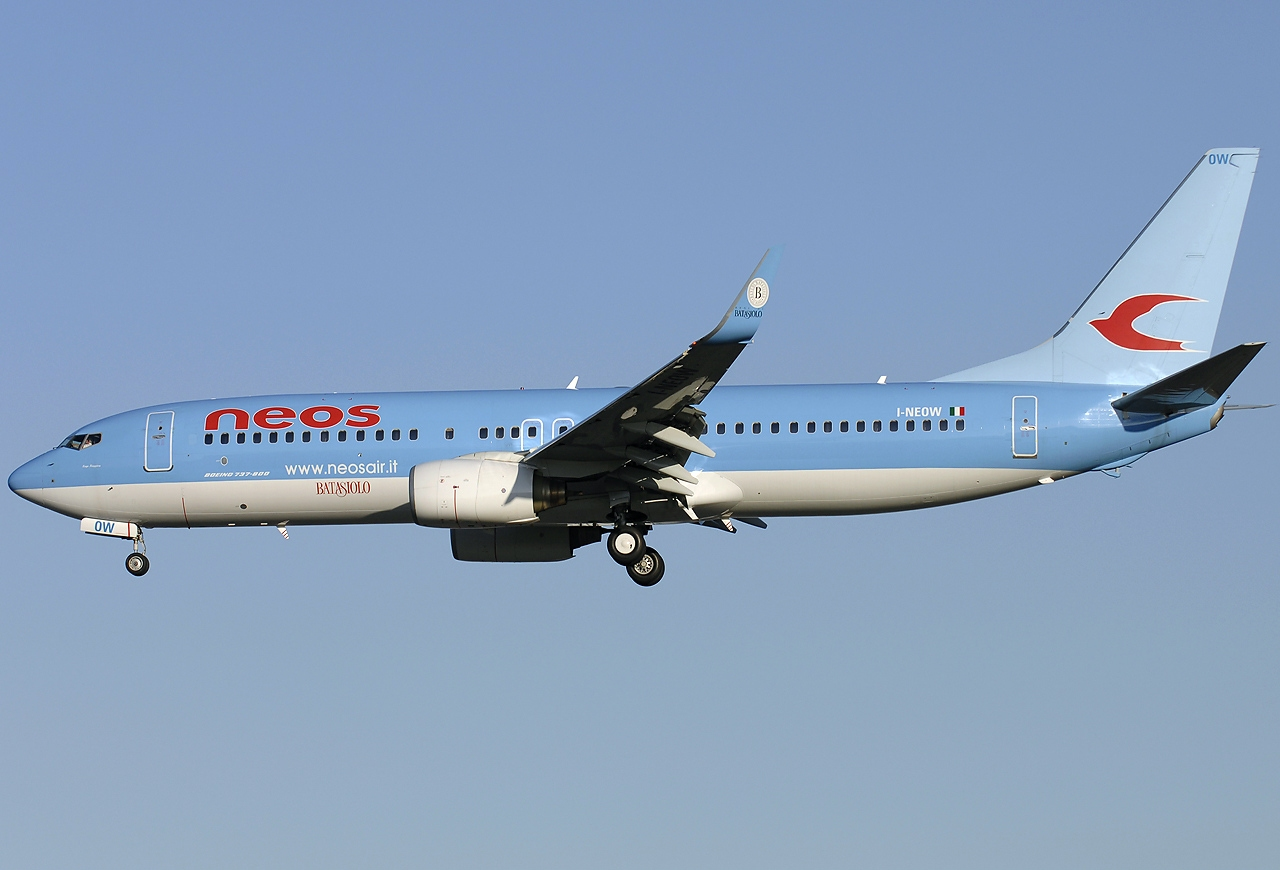
ネオスの ボーイング737-800

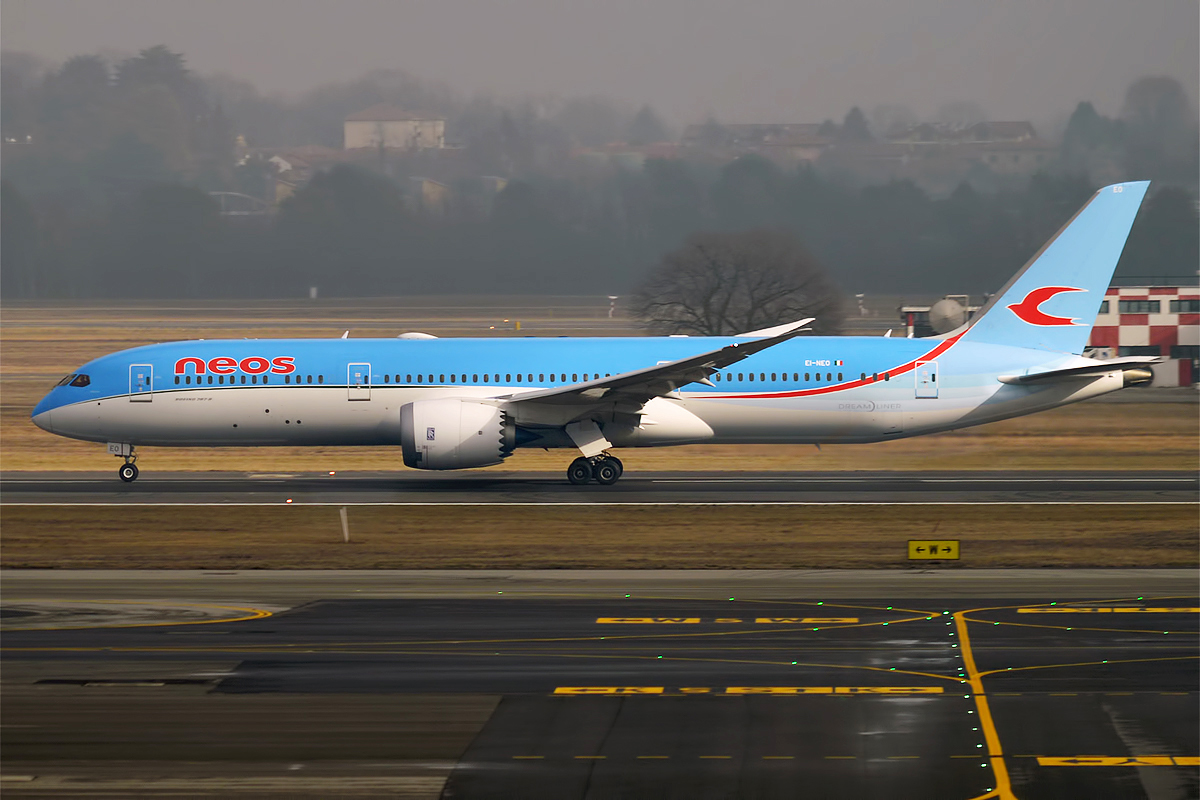
ネオスの ボーイング787-9

### 保有機材
2025年2月現在、ネオスの機材はボーイング機で統一されている。
| 機材                | 運用機数 | 発注機数 | 座席数 | 座席数 | 座席数 | 備考   |
| 機材                | 運用機数 | 発注機数 | Y+     | Y      | 合計   | 備考   |
| ------------------- | -------- | -------- | ------ | ------ | ------ | ------ |
| ボーイング737-800   | 4        | —        | —      | 186    | 186    |        |
| ボーイング737 MAX 8 | 6        | —        | —      | 186    | 186    |        |
| ボーイング787-9     | 4        | —        | 28     | 331    | 359    | [ 14 ] |
| ボーイング787-9     | 2        | ー       | 28     | 327    | 355    |        |
| Total               | 15       | —        |        |        |        |        |

| 機材                | 保有数 | 導入年 | 退役年 | 備考              |  |
| ------------------- | ------ | ------ | ------ | ----------------- |  |
| ボーイング737-800   | 3      | 2004   | 2020   | 1機は保存(EI-FLM) |  |
| ボーイング767-300ER | 3      | 2005   | 2020   | 貨物機に改造      |  |

## コードシェア・提携
- ITAエアウェイズ[16]
- イージージェット[17]
- アルバウイングス[18]
- エア・アスタナ[19]

## 事故
- 2012年11月19日、ネオス731便(Boeing 767-300ER)が、フランク・パイス空港（英語版）からミラノ・マルペンサ空港へ飛行中に激しい乱気流に遭遇した。これにより、乗客66人が軽症を負った。[20][21]

## 参照
- イタリアの航空会社
- en:List of charter airlines